# Lene Høst-Madsen
Lene Høst-Madsen (født d. 8. april 1967 i Esbjerg) er en dansk arkæolog, der er direktør for Museum Skanderborg. Høst-Madsen blev tidligt i sin karriere kendt for sit arbejde med den vestjyske jernudvindingsplads, Snorup, hvor hun har forsket i mulighederne for proveniensbestemmelse af slaggeinklusioner i jern fremstillet ved den indirekte metode. Derefter specialiserede hun sig i udgravning af store, komplekse urbane lokaliteter fra middelalder og nyere tid ved udgravningen af en losseplads fra 1700-tallet på Esplanaden i København eller skibene på Dokøen. Høst-Madsen har været en stor fortaler for at nyere tids arkæologi skulle inddrages som en disciplin i arkæologifaget. Siden 2013 har Høst-Madsen været direktør for Museum Skanderborg, og har i dag fokus på formidling af arkæologi i nye formater.

## Karriere
Høst-Madsen fik sin HF-eksamen fra Grindsted Gymnasium & Højere Forberedelseseksamen i 1986. Høst-Madsen begyndte at læse klassisk arkæologi på Københavns Universitet i 1990. I 1991 skiftede Høst-Madsen over til at læse forhistorisk arkæologi, mens studiet stadig havde adresse på Vandkunsten 5.
I 1995 blev Høst-Madsen bachelor i arkæologi, og i 1998 blev hun cand.mag. i arkæologi med sit speciale Jernets vidnesbyrd, med hovedvægt på Snorup – en jernudvindingsplads fra yngre romertid og ældre germanertid.
Høst-Madsen startede sin karriere som feltarkæolog under studiet. Hendes første udgravningsjob var en 4 ugers ansættelse på Museet for Sønderskov.
Fra 1998-2000 havde Høst-Madsen flere midlertidige jobs på Varde Museum og Museum Færgegården og desuden barselsorlov.
Mellem 2000-2006 var Høst-Madsen udgravningsleder på Københavns Museum, hvor hun ledede udgravningen af flere komplekse, urbane lokaliteter. Fra 2006-2008 var Høst-Madsen leder af den arkæologiske afdeling på Københavns Museum.
Fra 2008-2013 var Høst-Madsen projektleder for de arkæologiske udgravninger i forbindelse med Metro City Ringen i København, der blev varetaget af Københavns Museum.
Siden 2013 har Høst-Madsen været direktør for Museum Skandeborg.
I 2019 blev Høst-Madsen forskningsbedømt af lektor, ph.d. Tim Flohr Sørensen fra Københavns Universitet og museumsinspektør, ph.d. og museumshef Vivi Lena Andersen fra Rudersdal Museer. Sådan en forskervurdering betyder, at Høst-Madsen har haft en forskningsproduktion gennem sin karriere, der svarer til to års fuldtidsforskning. Høst-Madsens forskningsproduktion svarer i omfang og kvalitet til det, der forventes af en person, der har gennemført et ph.d.-studie.

### Jernudvinding i Snorup
Høst-Madsen gravede i flere sæsoner på den vestjyske jernudvindingsplads Snorup sammen med Olfert Voss og Lene Behrmann Frandsen. I Snorup er der blandt andet udgravet et stort antal jernudvindingsovne fra jernalderen, og Høst-Madsen skrev sit speciale om netop Snorup. Høst-Madsen forskede i den forbindelse i mulighederne for proveniensbestemmelse  af slaggeinklusioner i jern fremstillet ved den indirekte metode. I den periode samarbejdede Høst-Madsen med Vagn Fabritius Buchwald, Danmarks Tekniske Universitet.

### Nyere tids arkæologi
Sideløbende med udgravningerne af flere store komplekse urbane lokaliteter fra middelalder og nyere tid i København, har Høst-Madsen arbejdet strategisk med at udvikle potentialet indenfor nyere tids arkæologi i Danmark i samarbejde med danske og udenlandske historikere og arkæologer. Arbejdet har resulteret i en lang række artikler og bogen Across the North Sea. I dag er nyere tids arkæologi en integreret del af arkæologifaget på Aarhus Universitet.

### Museum Skanderborg
Høst-Madsen har været ansat som direktør for Museum Skanderborg siden 2013, og Høst-Madsen er dedikeret til arbejdet med at udvikle nye formidlingsformater for arkæologien. Det kan f.eks. være i samarbejdet mellem kunst og arkæologi, community building, borgerudgravninger eller projektet arkæologi på recept.
I dag er Høst-Madsen ansvarlig for etableringen af et nyt kulturhistorisk museum på Skanderborg Station under navnet Den Kulturelle Ventesal på Perron1, der - som navnet antyder - bliver indrettet i en ventesal, og vil fungere som museum og arkiv. Museet er et forsøg på at gøre det nemmere for borgerne at komme på museum, og det er planen, at det skal åbne i 2025.

### Medlemskaber
- 2006-: Editorial advisor, Post Medieval Archaeology.[4]
- 2009-2013: Formand for Det Arkæologiske Råd under Kulturstyrelsen.[1][4]
- 2015-: Medlem af EAA Working Party, Integrating the Management of Archaeological Heritage and Tourism.[27]
- 2017-2022: Formand for Midtjyske Museers Udviklingsråd MMU.[4][28]
- 2022-: Medlem af Midtjyske Museers Udviklingsråd MMU.[28][4]
- 2019-2023: Medlem af Norges Museumsforbunds jury til udpegelse af årets museum i Norge.[29]
- 2022-2025 udpeget til at sidde i Slots- og Kulturstyrelsens arkæologiske udvalg DAU (Den Arkæologiske Arbejdsgruppe), med specialviden indenfor nyere tids arkæologi.[30]
- 2022-2025 udpeget til at sidde i aftagerpanelet på Institut for Kultur og Samfund, Århus Universitet.[31]